# Tillicoultry
Tillicoultry (gael. Tulach Cultraidh) – miasto w środkowej Szkocji, w hrabstwie Clackmannanshire, położone na północnym brzegu rzeki Devon, u podnóża wzgórz Ochil. W 2011 roku liczyło 5120 mieszkańców.
Miejscowość odnotowana została w 1195 roku pod nazwą Tulycultri. Począwszy od XVII wieku rozwinęła się jako ośrodek włókiennictwa, a w szczególności produkcji serży. Gwałtowny wzrost liczby ludności, z 916 w 1801 roku do 4686 w 1851 roku nastąpił wraz z rozpoczęciem produkcji przemysłowej. Pierwsze zakłady włókiennicze w mieście otwarte zostały na przełomie XVIII i XIX wieku, w 1870 roku działało ich dwanaście; zatrudnionych w nich było ponad 2000 osób. W mieście funkcjonował dawniej także kamieniołom oraz papiernia.
W latach 1851–1964 roku w mieście znajdowała się stacja kolejowa. Śladem dawnej linii kolejowej, obecnie rozebranej, podąża pieszy szlak turystyczny Devon Way.
W bliskim sąsiedztwie położone są miasta Alloa (na południowym zachodzie), Alva (na zachodzie) i Dollar (na wschodzie).